# Conte di Erroll
Conte di Erroll è un titolo nel Pari di Scozia. È stato creato nel 1453 per Sir William Hay. Il conte di Erroll è il capo del Clan Hay.

## Regrant
Un regrant era una delle peculiarità del diritto della nobiltà scozzese di poter nominare gli eredi a succedergli. L'undicesimo conte di Erroll, Gilbert, il 13 novembre 1666, ha ottenuto una conferma dei suoi titoli. Nel 1674 nominò il cugino, Sir John Hay di Keillour, suo erede maschio, che alla sua morte divenne il dodicesimo conte di Erroll. Alla sua morte nel 1704, suo figlio, Charles divenne il tredicesimo conte di Erroll. Charles morì celibe nel 1717 e gli succedette sua sorella, Mary. La quattordicesima contessa di Erroll morì nel 1758 senza eredi. La sorella di Mary, Margaret, aveva sposato James, quinto conte di Linlithgow e quarto conte di Callendar, ed è da lei che l'attuale conte di Erroll discende.

## Conti Erroll (1453)
- William Hay, I conte di Erroll (?-1462)
- Nicholas Hay, II conte di Erroll (?-1470)
- William Hay, III conte di Erroll (?-1507)
- William Hay, IV conte di Erroll (?-1513)
- William Hay, V conte di Erroll (?-1541)
- William Hay, VI conte di Erroll (1521-1541)
- George Hay, VII conte di Erroll (?-1573)
- Andrew Hay, VIII conte di Erroll (?-1585)
- Francis Hay, IX conte di Erroll (?-1631)
- William Hay, X conte di Erroll (?-1636)
- Gilbert Hay, XI conte di Erroll (?-1675)
- John Hay, XII conte di Erroll (?-1704)
- Charles Hay, XIII conte di Erroll (?-1717)
- Mary Hay, XIV contessa di Erroll (?-1758)
- James Hay, XV conte di Erroll (1726-1778)
- George Hay, XVI conte di Erroll (1767-1798)
- William Hay, XVII conte di Erroll (1772-1819)
- William George Hay, XVIII conte di Erroll (1801-1846)
- William Hay, XIX conte di Erroll (1823-1891)
- Charles Hay, XX conte di Erroll (1852-1927)
- Victor Hay, XXI conte di Erroll (1876-1928)
- Josslyn Hay, XXII conte di Erroll (1901-1941)
- Diana Hay, XXIII contessa di Erroll (1926-1978)
- Merlin Hay, XXIV conte di Erroll (1948)

L'erede è il figlio dell'attuale conte, Harry Thomas William Hay, Lord Hay (1984).